# Parafia Zaśnięcia Przenajświętszej Bogurodzicy w Gryficach
Parafia Zaśnięcia Przenajświętszej Bogurodzicy – parafia prawosławna w Gryficach, w dekanacie Szczecin diecezji wrocławsko-szczecińskiej, siedziba dziekana.
Na terenie parafii funkcjonuje 1 cerkiew:
- cerkiew Zaśnięcia Przenajświętszej Bogurodzicy w Gryficach – parafialna

## Historia
Parafia powstała w 1953, wskutek przesiedleń ludności prawosławnej w ramach Akcji „Wisła”. Od 29 listopada 1954 użytkuje okazały neogotycki kościół przy ulicy Nowy Świat 1, stopniowo remontowany (najwięcej prac wykonano w latach 1987–1992) i przystosowywany do potrzeb liturgii prawosławnej (ikonostas umieszczono dopiero w 2009). Część wyposażenia pochodzi z cerkwi w Dolicach.
W 2013 parafia liczyła kilkanaście rodzin.

## Wykaz proboszczów
- 1953 – ks. Jan Ignatowicz
- 1953–1955 – ks. Juwenaliusz Wołoszczuk
- 1955–1956 – ks. Anatol Bondar
- 1956–1958 – ks. Anatol Kuczyński
- 1958–1967 – ks. Juwenaliusz Wołoszczuk
- 1975–1979 – ks. Juwenaliusz Wołoszczuk
- 1979–1981 – ks. Jan Zawadzki, ks. E. Marczuk, ks. Jan Mironko
- 1981–3 grudnia 1983 – ks. Juwenaliusz Wołoszczuk
- 1983–1987 – ks. Jerzy Ignatowicz
- od 1988 – ks. Andrzej Demczuk